# Metaleptina serrulilinea
Metaleptina serrulilinea är en fjärilsart som beskrevs av Felix Bryk 1913. Metaleptina serrulilinea ingår i släktet Metaleptina och familjen trågspinnare. Inga underarter finns listade i Catalogue of Life.